# Julia la Menor (hermana de Julio César)
Julia la Menor (en latín, Iulia minor; m. 51 a. C.) fue una dama romana, hermana mayor de Julio César y abuela de Augusto. 
Hija de Cayo Julio César (padre del dictador del mismo nombre) y Aurelia, y hermana de Julia la Mayor. Se casa en 82 a. C. con Marco Acio Balbo, pretor que provenía de una familia plebeya pero con influencia en el senado. Tuvieron dos hijas: Acia, madre de Augusto, y Acia la Menor, esposa de Marcio Filipo, hijo del segundo esposo de su hermana.
Probablemente fue ella la Julia hermana de Julio César implicada como testigo, junto a su madre Aurelia, en el caso del sacrilegio de Publio Clodio Pulcro el año 62 a. C. Murió en 51 a. C., al poco del fallecimiento de su marido. Sus ritos funerarios fueron encabezados por su nieto Octavio, de apenas doce años.